# Затуйская
Затуйская — деревня в Шенкурском районе Архангельской области. Входит в состав муниципального образования «Ровдинское».

## География
Деревня расположена в южной части Архангельской области, в таёжной зоне, в пределах северной части Русской равнины, в 57 километрах на юго-запад от города Шенкурска, на правом берегу реки Суланда, при впадении в неё притока Туйга. Ближайшие населённые пункты: на востоке, на противоположенном берегу реки, деревня Андреевская и деревня Никольская.
Часовой пояс
Затуйская, как и вся Архангельская область, находится в часовой зоне МСК (московское время). Смещение применяемого времени относительно UTC составляет +3:00.

## Население
| 2002 | 2010 | 2012 |
| ---- | ---- | ---- |
| 14   | ↘13  | →13  |

## История
Указана в «Списке населённых мест по сведениям 1859 года» в составе Шенкурского уезда(1-го стана) Архангельской губернии под номером «2095» как «Затуйская». Насчитывала 9 дворов, 35 жителей мужского пола и 43 женского.
В «Списке населенных мест Архангельской губернии к 1905 году» деревня Затуйская насчитывает 16 дворов, 73 мужчины и 68 женщин.  В административном отношении деревня входила в состав Суландского сельского общества Ровдинской волости.
На 1 мая 1922 года в поселении 25 дворов, 57 мужчин и 83 женщины.